# Offizierskasino (Lübeck)

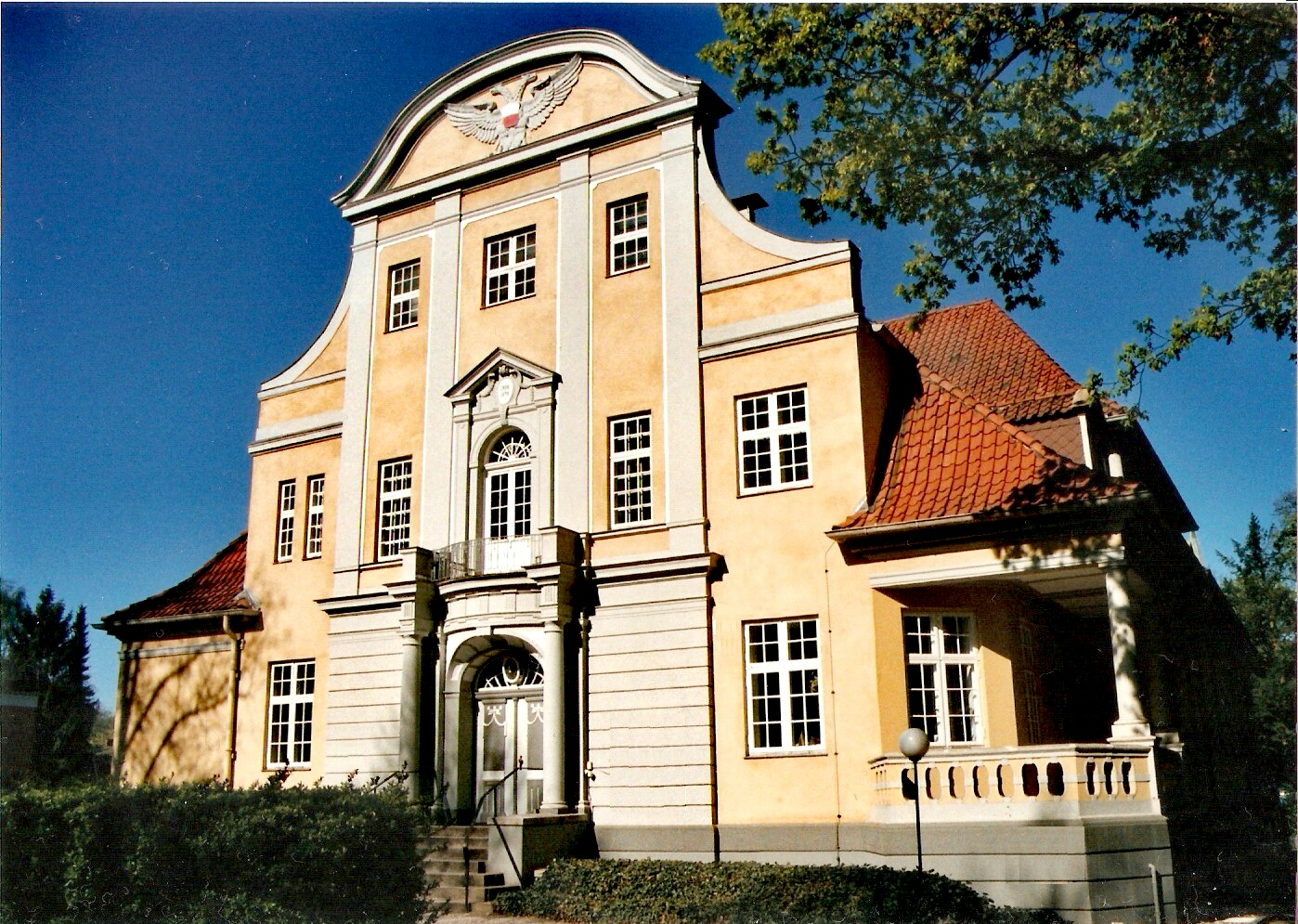
Ehemaliges Offizier-Kasino

Das Offizierskasino in Lübeck ist ein ehemaliges Offizierskasino der Militärverwaltung an der Hüxtertorallee 2 und 2a. Heute wird das Gebäude privat genutzt.

## Geschichte

Plan zum Neubau der Offizier-Speiseanstalt

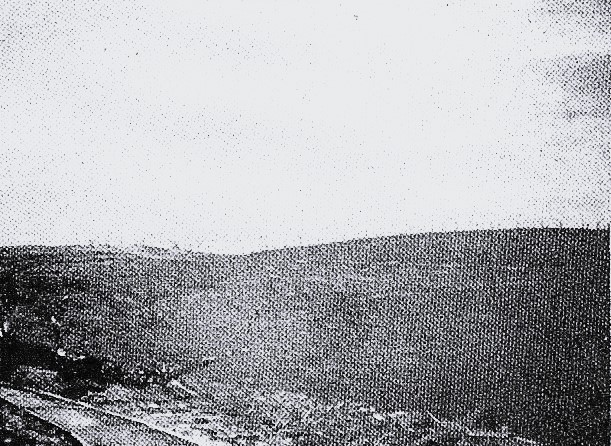
Die Gießeler Höhe

Am 6. November 1806 kämpften von der Stelle aus, an dem sich heute das frühere Kasino befindet, die Truppen Murats und Soults gegen die Verteidiger des Hüxter- und Mühlentores, die preußischen Regimenter Owstiens und v. Tschammers, und siegten unter ihrem Marschall Bernadotte in der sogenannten Schlacht bei Lübeck.
Nahezu 100 Jahre später wurde ein Neubau für das Lübeckische Regiment notwendig, da sein bisher genutztes Gebäude an der Ecke Königstraße und Fleischhauerstraße dem Bau eines zweiten Verwaltungsgebäudes, der späteren Liegenschaft Fleischhauer Straße Nr. 20 weichen musste.
Als Platz für den Neubau des Offizierkasinos standen folgende Plätze zur Wahl:
1. Jenseits der Moltkebrücke südlich der Moltkestraße auf den Wallbrechtschen Ländereien,
2. an der Hüxtertorallee und dem Kanal zwischen der Lübecker Conservenfabrik und dem Bootshaus der Lübecker Rudergesellschaft,
3. der westlich vom Kanal unterhalb der Krähenstraße belegene Teil der Anlagen auf dem angeschütteten Gelände des Krähenteichs,
4. am Hüxterdamm gegenüber der Lübecker Badeanstalt,
5. der östlich an das Rathgens'sche Grundstück angrenzende Platz am Hüxterdamm und der Hüxtertorallee,
6. die Anlagen auf dem Falkenplatz,
7. der Platz an der unteren Johannisstraße östlich vom Johanniskloster,
8. der Platz in den Anlagen vor dem Burgtor, der von der Roeckstraße, der Falkenstraße und dem Schwartzkopf'schen Grundstück begrenzt wird,
9. das dem Professor Dr. Genzken gehörende Grundstück Hüxterdamm Nr. 18,
10. ein Platz aus den Anlagen der Hüxtertorallee und dem Kanal, nördlich neben dem Bootshaus der Lübecker Rudergesellschaft belegen.

Das Kasino sollte mit einem Aufwand von 111.500 Mark auf dem etwa 2600 m² großen Platz errichtet werden. Es wurde zunächst für den Regimentsstab und die Offiziere der beiden Bataillone geplant, aber gleich so groß ausgeführt, dass auch einem möglicherweise aufzustellendes dritten Bataillon ausreichend Raum zur Verfügung stand.
Der Staat kalkulierte mit jährlichen Mieteinnahmen in Höhe von 5900 Mark bei zwei Bataillone, und 7400 Mark bei Verlegung eines Dritten nach Lübeck. Das Grundstück erstreckte sich anfänglich bis an den Kanal, sollte aber bei Bedarf des Militärfiskus, entlang des Kanals wieder um bis zu 1000 m² verkleinert werden.
Am 10. Juli 1905 hatte der Senat die Baudeputation ermächtigt in den Hüxtertoranlagen neben dem Haus des Ruderclub ein Offizierkasino zu errichten. Einwendungen der Bürgerschaft, insbesondere des St. Jürgenvereins, die sich gegen eine Verkleinerung der Anlagen für nichtöffentliche Zwecke aussprachen, blieben erfolglos. Die Fertigstellung war für 1906 geplant. Am 19. März 1907 wurde das Offizierskasino dem Militärfiskus bzw. dem Regiment Lübeck zur Nutzung übergeben.
Die Baukosten betrugen ℳ 130.000, was ℳ 17,50 pro m³ umbauten Raumes entsprach.

## Architektur und Ausgestaltung

### Innen
Der Entwurf des Gebäudes sollte einem der Umgebung angepassten Landhaus entsprechen. Das Bauprogramm unterschied zwischen den eigentlichen Kasinoräumen, den Wohnräumen für das Personal sowie Wirtschaftsräumen. Die Grundfläche der Gesellschaftsräume war eine großgelagerte Baugruppe, wobei die Wirtschaftsräume knapp zwei Drittel der Unterkellerung beanspruchten. Die Wohnräume des Personals sowie eines Offiziers befanden sich im ausgebauten Dachgeschoss. Die Anordnung der Räume des Erdgeschosses war durch die örtlichen Verhältnisse gegeben. Der Eingang zur Hüxtertorallee, die Gesellschafts- und Wohnräume nach Norden und Westen mit Aussicht auf die Anlagen und den Kanal, die Nebenräume zur Südseite mit dem Blick auf die damalige Konservenfabrik.
Die Regulierung des Dachgrundrisses war formbedingt schwieriger. Die dem Bibliotheks- und Frühstückszimmer vorgelagerten säulengetragenen Lauben gaben dem Grundriss eine einheitliche Form und führten zu dem pfannengedeckten das Gebäude beherrschende Satteldach. In sich waren Wohnräume der Wirtschafterin, Ordonnanzen oder Rechnungsführer. Kleinere Dachlucken vervollständigten die Gruppierung und ergänzten die Saalarchitektur.
Man betrat das Innere durch den Haupteingang mit seinem durch eine Laterne verzierten Oberlicht und gelangte einen Vorraum mit graublauem Sockel, grünen Wänden und Deckenfläche. An sie schloss sich eine den Mittelpunkt bildende Halle an. An die nördliche Lang- und westliche Kopfseite reihten sich die Gesellschaftszimmer, an die südliche die Nebenräume wie z. B. die Garderobe. Neben dieser befand sich eine Anrichte und das äußerlich erkennbare Turmtreppenhaus zu den oberen Wohnräumen des Personals und den Küchenräumen im Keller. Zur anderen Seite der Garderobe befand sich eine gesonderte Treppe zur Offizierswohnung im Obergeschoss. Beide Treppen waren vom Hof für den allgemeinen Verkehr, wie Lieferanten oder Ordonnanzen, zugänglich.
Bei größeren Festlichkeiten diente die Halle als Gesellschafts- oder Empfangsraum, wobei die Garderobe, welche sich in einer Bogenöffnung befand, durch einen Vorhang abgeschlossen wurde. Ein schwarzer Marmorkamin mit offenem Feuer im Esszimmer des alten Kasinos in der Königstraße hatte hier weitere Verwendung gefunden. Über ihm befand sich ein dunkelgerahmter Spiegel. Die Wandflächen waren, bis auf einen niedrigen blaugrauen Sockel von den sich der blaugraue Türanstrich nur wenig unterschied, in weiß gehalten. Vor diesem kamen die Geweihe aus dem ehemaligen Jägerzimmer zur Geltung. Die Reihe der Gesellschaftsräum begann mit der Bibliothek (blau), Spielzimmer (grün), Rauch- oder Empfangszimmer (rot), Frühstückszimmer (goldgelb) und Saal (weiß mit lichtgrünen Feldern). Das Holzwerk war weiß gestrichen und lackiert.
Das Empfangszimmer erfuhr durch den Einbau einer Kaminnische, deren Decke zur Erzielung einer gesteigerten Raumwirkung bis auf die Türhöhe herabgesenkt war, eine besondere Ausstattung. In gleicher Höhe teilte eine Bilderleiste die Wandfläche. Über jener schloss ein breiter Fries die schablonierten Blattgehänge die stumpfroten Wandflächen zusammen. Die Möbelierung des Zimmers, bestehend aus mit rotem Saffianleder bezogenen Klubsessel und ein Sofa, einen ovalen Tisch, ein Prunkschrank sowie Fenstervorhängen, waren ein Geschenk der Verkehrsgäste des Regiments.
Das anschließende Frühstückszimmer, auch Kleiner Saal genannt, leitete zum Festsaal über. Seine Hauptlichtquelle befand sich an der Westseite in Form des ovalen Erkers. Sein siebenteiliges, fast rund erscheinendes, Doppelfenster öffnete den Blick auf das alte Lübeck vom Mühlen- bis zum Burgtor. Der Betrachterstandpunkt entspricht fast dem des Geffkenschen Holzschnitts von dem auch ein Nachdruck dort hing. Eine weitere erkerartige Nische ist nach der Nordseite in Form einer vorgelagerten Laube mit einem Ausgang zu der Terrasse sichtbar.
Eine Schiebetür trennte das Frühstückszimmer vom 9,15 m großen Saal mit einer lichten Höhe von 6,30 m. Dessen Decke und Wände waren bis auf eine 1 m hohe Holzbrüstung in Stuck hergestellt. Seine Ecken betonten Pilaster die über dem vorgekröpftem Hauptgesims militärische Embleme trugen. An der östlichen Langseite sprangen zwei Ofennischen mit einem schlotartigen weit in die Decke hinausragenden Aufbau hervor. Der weiten in den Fensterachsen betonte Vertikalgliederung begegnete das umlaufende, nur durch die Ofennischen unterbrochene, Hauptgesims. Hierüber wölbte sich eine Voutendecke mit den Sichtklappen für die Oberlichtfenster und der Öffnung zur Musikerloge. Die über dem Frühstückszimmer liegende Musikerloge war durch ein Schiebefenster nach den Saal abgeschlossen. Den Mittelpfeiler zwischen den beiden südlichen Fenstern der Kopfwand schmückte ein von General Neßler gestiftetes, vom Düsseldorfer Künstler August Ibing gemaltes Kaiserbild.
Die vom Lübecker Senat gestiftete Einrichtung des Saales bestand aus grünen Vorhängen, zwei Anrichtetischen, einer hufeisenförmigen Tafel, 50 Lederstühlen mit eingepressten Lübecker Adler sowie zwei elektrischen Kronleuchtern. Eine Flügeltür führte vom Saal auf die große Gartenterrasse und von dem eine Freitreppe in den sich bis zum Kanal erstreckenden Garten.
Die im Obergeschoss gelegenen Räume gruppierten sich um einen großen gewölbten Flur der der Halle im Erdgeschoss entsprach. Alle Holzarbeiten waren den alten Lübecker Formen durchgebildet. Gleiches galt für die im Obergeschoss gelegene Wohnung des Leutnants von dessen Wohnzimmer der Balkon über dem Hauptportal zugänglich war.
Während des Ersten Weltkriegs eroberte das Regiment, am Tage als die Schlacht um Verdun begann, die sogenannte Gießeler Höhe. Hans am Ende schuf von der Schlacht eine Gemälde, das fortan im Kasino hing.

Blick in einige der beschriebenen Räume (1907)
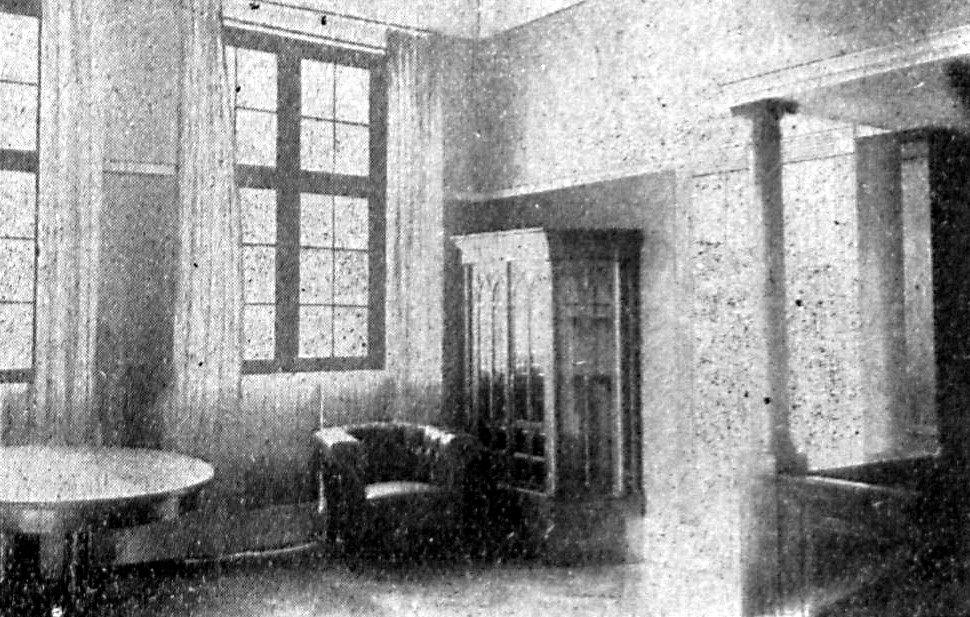
Rauchzimmer
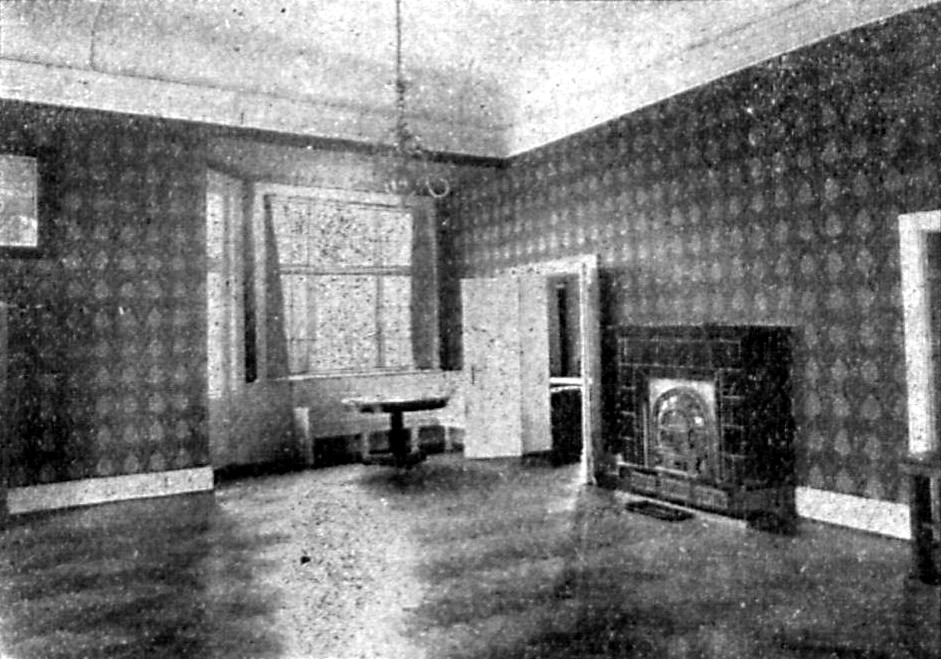
Frühstücks- und Speisezimmer
Festsaal mit Durchblick zum Speisesaal
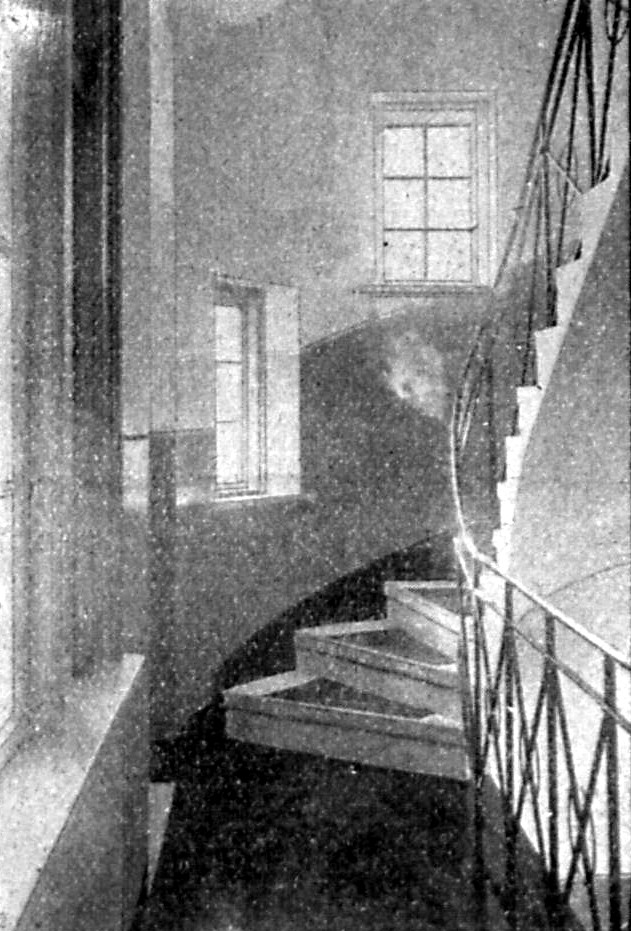
Treppenhaus

### Außen
Die äußere Architektur des Gebäudes war dazu gedacht, der besonderen Bedeutung und dem Zweck dessen Ausdruck zu verleihen. Die Eingangsseite an der Hüxtertorallee mit seinem hochragenden Giebel wurde in Formen nachempfunden, wie sie die Lübecker Patrizier im 18. Jahrhundert verwandten. Seinem bekiesten Vorplatz mit der hohen Umwehrung waren Reminiszenzen an Auffahrten der Barockzeit. Das stark betonte Portal sowie seinen beiden pyplonenartigen Masten sollten repräsentieren.
Der Lübeckische Adler im Giebelfeld kennzeichnete das Gebäude als Staatseigentum.
Die gleichmäßige Fensterverteilung an der Nordfront ließ auf eine aneinandergereihte Zimmerflucht der Wohn- und Gesellschaftsräume schließen. Die Südseite, weit unregelmäßiger gestaltet, wies auf Nebenräume hin. Die Westseite zeigte das durch einen kleinen Giebel betonte Ess- oder Frühstückszimmer mit einem runden Erker. Daneben befand sich der durch seine größere Höhe und reichere Außenarchitektur gekennzeichnete als Flügelbau an das ganze angelehnte große Speisesaal.

Blick von Außen (1907)
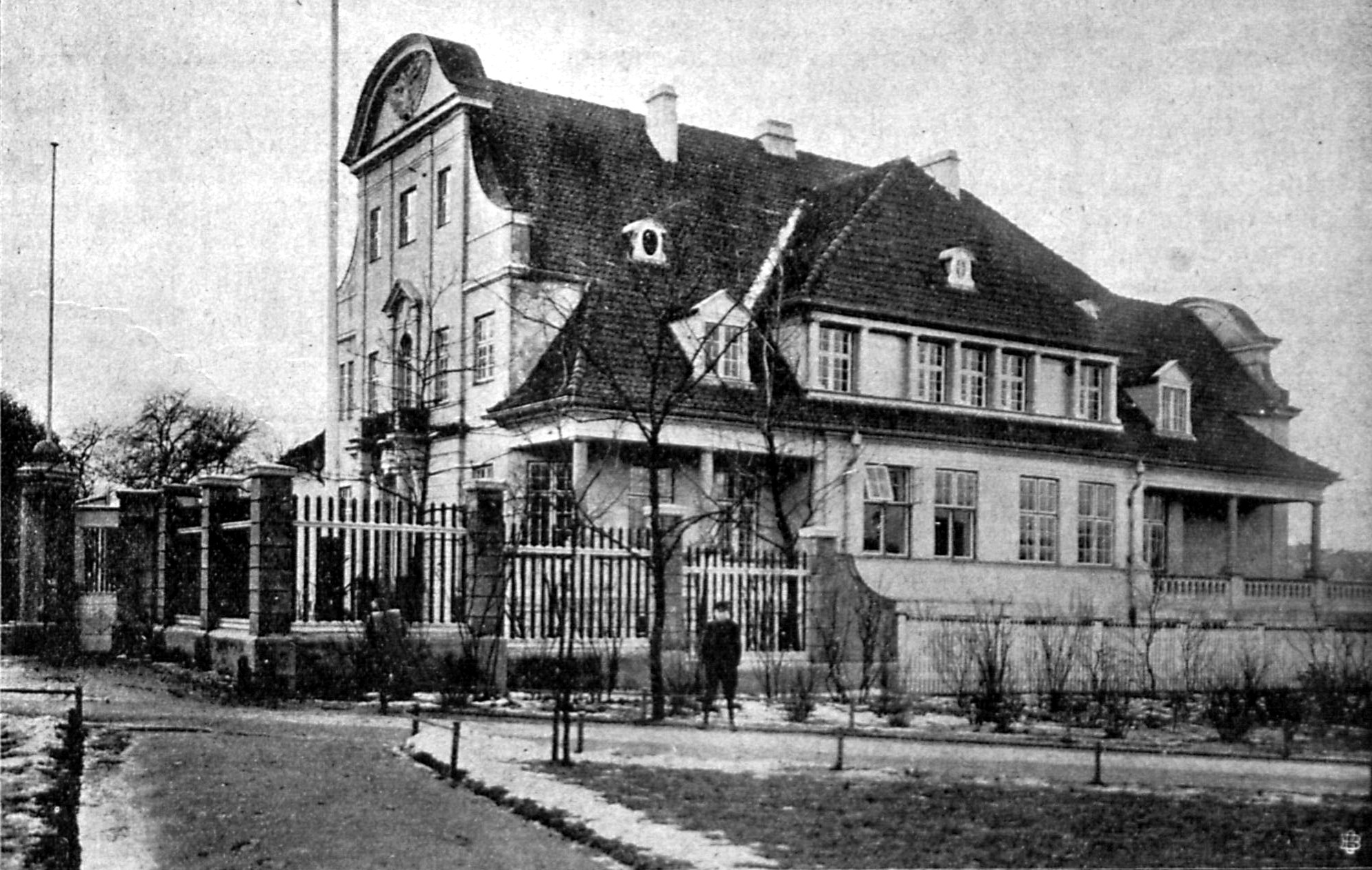
Nordseite
Hauptfassade
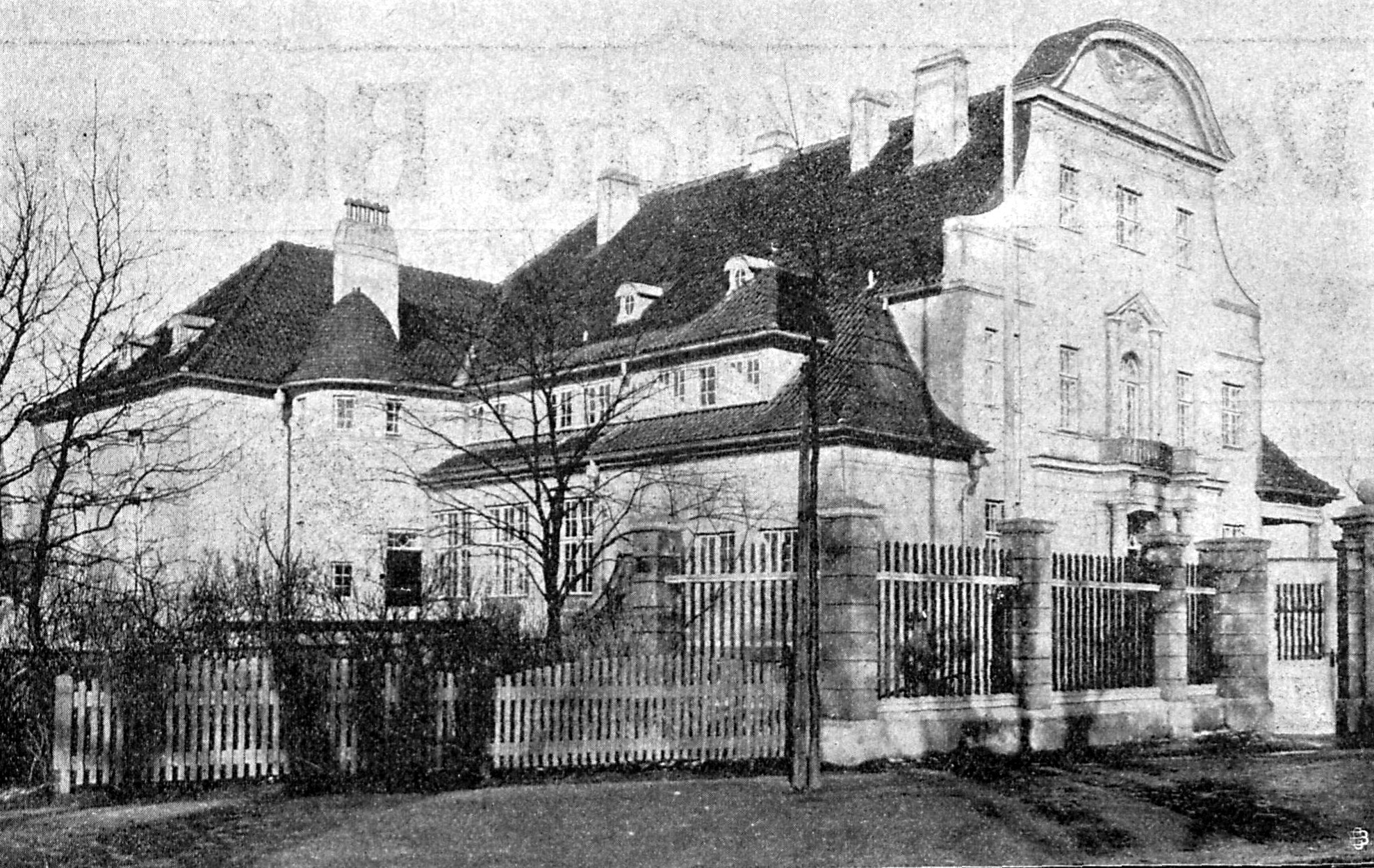
Südansicht

## Nutzung nach 1918
Die Geschäftszimmer des lübeckischen Soldaten- und Arbeiterrates befanden sich aufgrund dessen Beschluss ab dem 12. November 1918 in den Räumen des Offizier-Kasinos. Im großen Saal des Offizierskasinos fanden die Delegiertenversammlungen statt.
Nach dem Ersten Weltkrieg wurde das Kasino bis 1924 weiter als Offizier-Kasino genutzt. Ab da war es ein Offiziers-Heim des Infanterie-Regiments Nr. 6 und ab 1934 nur noch ein Offiziers-Heim.
Im Jahr 1951 diente es dem Lübecker Kreisverband des Deutschen Roten Kreuzes, bevor es 1954 als Haus Deutscher Osten Sitz des Bundes der Heimatvertriebenen, Kreisgebiet Lübeck, mit diversen Unterorganisationen wurde. Dies blieb so bis 1976. Seitdem ist das ehem. Kasino der Sitz einer Gemeinschaftskanzlei.